# Szach (szachy)
|   | a | b | c | d | e | f | g | h |   |
| 8 | c8 – Czarny król · g8 – Czarna wieża · c7 – Czarny pionek · c6 – Czarny goniec · b4 – Biała wieża · g4 – Biały goniec · a2 – Biały pionek · g1 – Biały król | c8 – Czarny król · g8 – Czarna wieża · c7 – Czarny pionek · c6 – Czarny goniec · b4 – Biała wieża · g4 – Biały goniec · a2 – Biały pionek · g1 – Biały król | c8 – Czarny król · g8 – Czarna wieża · c7 – Czarny pionek · c6 – Czarny goniec · b4 – Biała wieża · g4 – Biały goniec · a2 – Biały pionek · g1 – Biały król | c8 – Czarny król · g8 – Czarna wieża · c7 – Czarny pionek · c6 – Czarny goniec · b4 – Biała wieża · g4 – Biały goniec · a2 – Biały pionek · g1 – Biały król | c8 – Czarny król · g8 – Czarna wieża · c7 – Czarny pionek · c6 – Czarny goniec · b4 – Biała wieża · g4 – Biały goniec · a2 – Biały pionek · g1 – Biały król | c8 – Czarny król · g8 – Czarna wieża · c7 – Czarny pionek · c6 – Czarny goniec · b4 – Biała wieża · g4 – Biały goniec · a2 – Biały pionek · g1 – Biały król | c8 – Czarny król · g8 – Czarna wieża · c7 – Czarny pionek · c6 – Czarny goniec · b4 – Biała wieża · g4 – Biały goniec · a2 – Biały pionek · g1 – Biały król | c8 – Czarny król · g8 – Czarna wieża · c7 – Czarny pionek · c6 – Czarny goniec · b4 – Biała wieża · g4 – Biały goniec · a2 – Biały pionek · g1 – Biały król | 8 |
| 7 | c8 – Czarny król · g8 – Czarna wieża · c7 – Czarny pionek · c6 – Czarny goniec · b4 – Biała wieża · g4 – Biały goniec · a2 – Biały pionek · g1 – Biały król | c8 – Czarny król · g8 – Czarna wieża · c7 – Czarny pionek · c6 – Czarny goniec · b4 – Biała wieża · g4 – Biały goniec · a2 – Biały pionek · g1 – Biały król | c8 – Czarny król · g8 – Czarna wieża · c7 – Czarny pionek · c6 – Czarny goniec · b4 – Biała wieża · g4 – Biały goniec · a2 – Biały pionek · g1 – Biały król | c8 – Czarny król · g8 – Czarna wieża · c7 – Czarny pionek · c6 – Czarny goniec · b4 – Biała wieża · g4 – Biały goniec · a2 – Biały pionek · g1 – Biały król | c8 – Czarny król · g8 – Czarna wieża · c7 – Czarny pionek · c6 – Czarny goniec · b4 – Biała wieża · g4 – Biały goniec · a2 – Biały pionek · g1 – Biały król | c8 – Czarny król · g8 – Czarna wieża · c7 – Czarny pionek · c6 – Czarny goniec · b4 – Biała wieża · g4 – Biały goniec · a2 – Biały pionek · g1 – Biały król | c8 – Czarny król · g8 – Czarna wieża · c7 – Czarny pionek · c6 – Czarny goniec · b4 – Biała wieża · g4 – Biały goniec · a2 – Biały pionek · g1 – Biały król | c8 – Czarny król · g8 – Czarna wieża · c7 – Czarny pionek · c6 – Czarny goniec · b4 – Biała wieża · g4 – Biały goniec · a2 – Biały pionek · g1 – Biały król | 7 |
| 6 | c8 – Czarny król · g8 – Czarna wieża · c7 – Czarny pionek · c6 – Czarny goniec · b4 – Biała wieża · g4 – Biały goniec · a2 – Biały pionek · g1 – Biały król | c8 – Czarny król · g8 – Czarna wieża · c7 – Czarny pionek · c6 – Czarny goniec · b4 – Biała wieża · g4 – Biały goniec · a2 – Biały pionek · g1 – Biały król | c8 – Czarny król · g8 – Czarna wieża · c7 – Czarny pionek · c6 – Czarny goniec · b4 – Biała wieża · g4 – Biały goniec · a2 – Biały pionek · g1 – Biały król | c8 – Czarny król · g8 – Czarna wieża · c7 – Czarny pionek · c6 – Czarny goniec · b4 – Biała wieża · g4 – Biały goniec · a2 – Biały pionek · g1 – Biały król | c8 – Czarny król · g8 – Czarna wieża · c7 – Czarny pionek · c6 – Czarny goniec · b4 – Biała wieża · g4 – Biały goniec · a2 – Biały pionek · g1 – Biały król | c8 – Czarny król · g8 – Czarna wieża · c7 – Czarny pionek · c6 – Czarny goniec · b4 – Biała wieża · g4 – Biały goniec · a2 – Biały pionek · g1 – Biały król | c8 – Czarny król · g8 – Czarna wieża · c7 – Czarny pionek · c6 – Czarny goniec · b4 – Biała wieża · g4 – Biały goniec · a2 – Biały pionek · g1 – Biały król | c8 – Czarny król · g8 – Czarna wieża · c7 – Czarny pionek · c6 – Czarny goniec · b4 – Biała wieża · g4 – Biały goniec · a2 – Biały pionek · g1 – Biały król | 6 |
| 5 | c8 – Czarny król · g8 – Czarna wieża · c7 – Czarny pionek · c6 – Czarny goniec · b4 – Biała wieża · g4 – Biały goniec · a2 – Biały pionek · g1 – Biały król | c8 – Czarny król · g8 – Czarna wieża · c7 – Czarny pionek · c6 – Czarny goniec · b4 – Biała wieża · g4 – Biały goniec · a2 – Biały pionek · g1 – Biały król | c8 – Czarny król · g8 – Czarna wieża · c7 – Czarny pionek · c6 – Czarny goniec · b4 – Biała wieża · g4 – Biały goniec · a2 – Biały pionek · g1 – Biały król | c8 – Czarny król · g8 – Czarna wieża · c7 – Czarny pionek · c6 – Czarny goniec · b4 – Biała wieża · g4 – Biały goniec · a2 – Biały pionek · g1 – Biały król | c8 – Czarny król · g8 – Czarna wieża · c7 – Czarny pionek · c6 – Czarny goniec · b4 – Biała wieża · g4 – Biały goniec · a2 – Biały pionek · g1 – Biały król | c8 – Czarny król · g8 – Czarna wieża · c7 – Czarny pionek · c6 – Czarny goniec · b4 – Biała wieża · g4 – Biały goniec · a2 – Biały pionek · g1 – Biały król | c8 – Czarny król · g8 – Czarna wieża · c7 – Czarny pionek · c6 – Czarny goniec · b4 – Biała wieża · g4 – Biały goniec · a2 – Biały pionek · g1 – Biały król | c8 – Czarny król · g8 – Czarna wieża · c7 – Czarny pionek · c6 – Czarny goniec · b4 – Biała wieża · g4 – Biały goniec · a2 – Biały pionek · g1 – Biały król | 5 |
| 4 | c8 – Czarny król · g8 – Czarna wieża · c7 – Czarny pionek · c6 – Czarny goniec · b4 – Biała wieża · g4 – Biały goniec · a2 – Biały pionek · g1 – Biały król | c8 – Czarny król · g8 – Czarna wieża · c7 – Czarny pionek · c6 – Czarny goniec · b4 – Biała wieża · g4 – Biały goniec · a2 – Biały pionek · g1 – Biały król | c8 – Czarny król · g8 – Czarna wieża · c7 – Czarny pionek · c6 – Czarny goniec · b4 – Biała wieża · g4 – Biały goniec · a2 – Biały pionek · g1 – Biały król | c8 – Czarny król · g8 – Czarna wieża · c7 – Czarny pionek · c6 – Czarny goniec · b4 – Biała wieża · g4 – Biały goniec · a2 – Biały pionek · g1 – Biały król | c8 – Czarny król · g8 – Czarna wieża · c7 – Czarny pionek · c6 – Czarny goniec · b4 – Biała wieża · g4 – Biały goniec · a2 – Biały pionek · g1 – Biały król | c8 – Czarny król · g8 – Czarna wieża · c7 – Czarny pionek · c6 – Czarny goniec · b4 – Biała wieża · g4 – Biały goniec · a2 – Biały pionek · g1 – Biały król | c8 – Czarny król · g8 – Czarna wieża · c7 – Czarny pionek · c6 – Czarny goniec · b4 – Biała wieża · g4 – Biały goniec · a2 – Biały pionek · g1 – Biały król | c8 – Czarny król · g8 – Czarna wieża · c7 – Czarny pionek · c6 – Czarny goniec · b4 – Biała wieża · g4 – Biały goniec · a2 – Biały pionek · g1 – Biały król | 4 |
| 3 | c8 – Czarny król · g8 – Czarna wieża · c7 – Czarny pionek · c6 – Czarny goniec · b4 – Biała wieża · g4 – Biały goniec · a2 – Biały pionek · g1 – Biały król | c8 – Czarny król · g8 – Czarna wieża · c7 – Czarny pionek · c6 – Czarny goniec · b4 – Biała wieża · g4 – Biały goniec · a2 – Biały pionek · g1 – Biały król | c8 – Czarny król · g8 – Czarna wieża · c7 – Czarny pionek · c6 – Czarny goniec · b4 – Biała wieża · g4 – Biały goniec · a2 – Biały pionek · g1 – Biały król | c8 – Czarny król · g8 – Czarna wieża · c7 – Czarny pionek · c6 – Czarny goniec · b4 – Biała wieża · g4 – Biały goniec · a2 – Biały pionek · g1 – Biały król | c8 – Czarny król · g8 – Czarna wieża · c7 – Czarny pionek · c6 – Czarny goniec · b4 – Biała wieża · g4 – Biały goniec · a2 – Biały pionek · g1 – Biały król | c8 – Czarny król · g8 – Czarna wieża · c7 – Czarny pionek · c6 – Czarny goniec · b4 – Biała wieża · g4 – Biały goniec · a2 – Biały pionek · g1 – Biały król | c8 – Czarny król · g8 – Czarna wieża · c7 – Czarny pionek · c6 – Czarny goniec · b4 – Biała wieża · g4 – Biały goniec · a2 – Biały pionek · g1 – Biały król | c8 – Czarny król · g8 – Czarna wieża · c7 – Czarny pionek · c6 – Czarny goniec · b4 – Biała wieża · g4 – Biały goniec · a2 – Biały pionek · g1 – Biały król | 3 |
| 2 | c8 – Czarny król · g8 – Czarna wieża · c7 – Czarny pionek · c6 – Czarny goniec · b4 – Biała wieża · g4 – Biały goniec · a2 – Biały pionek · g1 – Biały król | c8 – Czarny król · g8 – Czarna wieża · c7 – Czarny pionek · c6 – Czarny goniec · b4 – Biała wieża · g4 – Biały goniec · a2 – Biały pionek · g1 – Biały król | c8 – Czarny król · g8 – Czarna wieża · c7 – Czarny pionek · c6 – Czarny goniec · b4 – Biała wieża · g4 – Biały goniec · a2 – Biały pionek · g1 – Biały król | c8 – Czarny król · g8 – Czarna wieża · c7 – Czarny pionek · c6 – Czarny goniec · b4 – Biała wieża · g4 – Biały goniec · a2 – Biały pionek · g1 – Biały król | c8 – Czarny król · g8 – Czarna wieża · c7 – Czarny pionek · c6 – Czarny goniec · b4 – Biała wieża · g4 – Biały goniec · a2 – Biały pionek · g1 – Biały król | c8 – Czarny król · g8 – Czarna wieża · c7 – Czarny pionek · c6 – Czarny goniec · b4 – Biała wieża · g4 – Biały goniec · a2 – Biały pionek · g1 – Biały król | c8 – Czarny król · g8 – Czarna wieża · c7 – Czarny pionek · c6 – Czarny goniec · b4 – Biała wieża · g4 – Biały goniec · a2 – Biały pionek · g1 – Biały król | c8 – Czarny król · g8 – Czarna wieża · c7 – Czarny pionek · c6 – Czarny goniec · b4 – Biała wieża · g4 – Biały goniec · a2 – Biały pionek · g1 – Biały król | 2 |
| 1 | c8 – Czarny król · g8 – Czarna wieża · c7 – Czarny pionek · c6 – Czarny goniec · b4 – Biała wieża · g4 – Biały goniec · a2 – Biały pionek · g1 – Biały król | c8 – Czarny król · g8 – Czarna wieża · c7 – Czarny pionek · c6 – Czarny goniec · b4 – Biała wieża · g4 – Biały goniec · a2 – Biały pionek · g1 – Biały król | c8 – Czarny król · g8 – Czarna wieża · c7 – Czarny pionek · c6 – Czarny goniec · b4 – Biała wieża · g4 – Biały goniec · a2 – Biały pionek · g1 – Biały król | c8 – Czarny król · g8 – Czarna wieża · c7 – Czarny pionek · c6 – Czarny goniec · b4 – Biała wieża · g4 – Biały goniec · a2 – Biały pionek · g1 – Biały król | c8 – Czarny król · g8 – Czarna wieża · c7 – Czarny pionek · c6 – Czarny goniec · b4 – Biała wieża · g4 – Biały goniec · a2 – Biały pionek · g1 – Biały król | c8 – Czarny król · g8 – Czarna wieża · c7 – Czarny pionek · c6 – Czarny goniec · b4 – Biała wieża · g4 – Biały goniec · a2 – Biały pionek · g1 – Biały król | c8 – Czarny król · g8 – Czarna wieża · c7 – Czarny pionek · c6 – Czarny goniec · b4 – Biała wieża · g4 – Biały goniec · a2 – Biały pionek · g1 – Biały król | c8 – Czarny król · g8 – Czarna wieża · c7 – Czarny pionek · c6 – Czarny goniec · b4 – Biała wieża · g4 – Biały goniec · a2 – Biały pionek · g1 – Biały król | 1 |
|   | a | b | c | d | e | f | g | h |   |

Szach – sytuacja w partii szachów, w której król jest zagrożony zabiciem w następnym posunięciu. Inaczej mówiąc, szach jest wtedy, gdy król znajdzie się w zasięgu działania (bicia) bierki przeciwnika. Jeśli przeciwnik wykonał ruch, który spowodował taką sytuację, mówi się, że król jest w szachu lub jest szachowany. W szachowej notacji algebraicznej szacha oznacza się znakiem +.
Gracz, którego król jest w szachu ma obowiązek wyeliminować groźbę jedną z trzech metod:
- przesunąć króla na pole niebędące w szachu;
- zbić bierkę szachującą króla;
- zasłonić króla przed szachem własną bierką.

Króla nigdy nie można pozostawiać w szachu. Niedozwolone jest również wykonanie posunięcia, które doprowadzi do szacha własnego króla.
W pozycji na diagramie biały goniec szachuje czarnego króla. Czarne muszą wykonać jedno z trzech posunięć:
- uciec królem na jedyne nieatakowane pole – Kd8;
- zabić szachującego gońca wieżą – W:g4;
- zasłonić króla własnym gońcem – Gd7.

Najlepszą odpowiedzią dla czarnych jest trzecia możliwość (Gd7), po której białe tracą gońca g4, gdyż jest on dwukrotnie atakowany, a tylko raz broniony i dodatkowo nie może odejść z pola g4, ponieważ jest związany przez czarną wieżę na g8.
Pozycja, w której król jest w szachu i nie ma dostępnego żadnego dozwolonego ruchu, aby się przed szachem obronić lub od niego uciec, nazywa się matem i kończy partię wygraną strony matującej. 
Zmuszając ciągłym szachowaniem do powtarzania pozycji można zakończyć partię poprzez wiecznego szacha.
W towarzyskich rozgrywkach o szachu informuje się przeciwnika ustnie, mówiąc szach lub szach królowi. W oficjalnych rozgrywkach ten zwyczaj nie jest akceptowany i może być potraktowany jako próba rozpraszania przeciwnika.

## Podwójny szach
|   | a | b | c | d | e | f | g | h |   |
| 8 | h6 – Czarny król · g5 – Czarny pionek · h5 – Biały pionek · f4 – Biały hetman · h4 – Biała wieża · g1 – Biały król | h6 – Czarny król · g5 – Czarny pionek · h5 – Biały pionek · f4 – Biały hetman · h4 – Biała wieża · g1 – Biały król | h6 – Czarny król · g5 – Czarny pionek · h5 – Biały pionek · f4 – Biały hetman · h4 – Biała wieża · g1 – Biały król | h6 – Czarny król · g5 – Czarny pionek · h5 – Biały pionek · f4 – Biały hetman · h4 – Biała wieża · g1 – Biały król | h6 – Czarny król · g5 – Czarny pionek · h5 – Biały pionek · f4 – Biały hetman · h4 – Biała wieża · g1 – Biały król | h6 – Czarny król · g5 – Czarny pionek · h5 – Biały pionek · f4 – Biały hetman · h4 – Biała wieża · g1 – Biały król | h6 – Czarny król · g5 – Czarny pionek · h5 – Biały pionek · f4 – Biały hetman · h4 – Biała wieża · g1 – Biały król | h6 – Czarny król · g5 – Czarny pionek · h5 – Biały pionek · f4 – Biały hetman · h4 – Biała wieża · g1 – Biały król | 8 |
| 7 | h6 – Czarny król · g5 – Czarny pionek · h5 – Biały pionek · f4 – Biały hetman · h4 – Biała wieża · g1 – Biały król | h6 – Czarny król · g5 – Czarny pionek · h5 – Biały pionek · f4 – Biały hetman · h4 – Biała wieża · g1 – Biały król | h6 – Czarny król · g5 – Czarny pionek · h5 – Biały pionek · f4 – Biały hetman · h4 – Biała wieża · g1 – Biały król | h6 – Czarny król · g5 – Czarny pionek · h5 – Biały pionek · f4 – Biały hetman · h4 – Biała wieża · g1 – Biały król | h6 – Czarny król · g5 – Czarny pionek · h5 – Biały pionek · f4 – Biały hetman · h4 – Biała wieża · g1 – Biały król | h6 – Czarny król · g5 – Czarny pionek · h5 – Biały pionek · f4 – Biały hetman · h4 – Biała wieża · g1 – Biały król | h6 – Czarny król · g5 – Czarny pionek · h5 – Biały pionek · f4 – Biały hetman · h4 – Biała wieża · g1 – Biały król | h6 – Czarny król · g5 – Czarny pionek · h5 – Biały pionek · f4 – Biały hetman · h4 – Biała wieża · g1 – Biały król | 7 |
| 6 | h6 – Czarny król · g5 – Czarny pionek · h5 – Biały pionek · f4 – Biały hetman · h4 – Biała wieża · g1 – Biały król | h6 – Czarny król · g5 – Czarny pionek · h5 – Biały pionek · f4 – Biały hetman · h4 – Biała wieża · g1 – Biały król | h6 – Czarny król · g5 – Czarny pionek · h5 – Biały pionek · f4 – Biały hetman · h4 – Biała wieża · g1 – Biały król | h6 – Czarny król · g5 – Czarny pionek · h5 – Biały pionek · f4 – Biały hetman · h4 – Biała wieża · g1 – Biały król | h6 – Czarny król · g5 – Czarny pionek · h5 – Biały pionek · f4 – Biały hetman · h4 – Biała wieża · g1 – Biały król | h6 – Czarny król · g5 – Czarny pionek · h5 – Biały pionek · f4 – Biały hetman · h4 – Biała wieża · g1 – Biały król | h6 – Czarny król · g5 – Czarny pionek · h5 – Biały pionek · f4 – Biały hetman · h4 – Biała wieża · g1 – Biały król | h6 – Czarny król · g5 – Czarny pionek · h5 – Biały pionek · f4 – Biały hetman · h4 – Biała wieża · g1 – Biały król | 6 |
| 5 | h6 – Czarny król · g5 – Czarny pionek · h5 – Biały pionek · f4 – Biały hetman · h4 – Biała wieża · g1 – Biały król | h6 – Czarny król · g5 – Czarny pionek · h5 – Biały pionek · f4 – Biały hetman · h4 – Biała wieża · g1 – Biały król | h6 – Czarny król · g5 – Czarny pionek · h5 – Biały pionek · f4 – Biały hetman · h4 – Biała wieża · g1 – Biały król | h6 – Czarny król · g5 – Czarny pionek · h5 – Biały pionek · f4 – Biały hetman · h4 – Biała wieża · g1 – Biały król | h6 – Czarny król · g5 – Czarny pionek · h5 – Biały pionek · f4 – Biały hetman · h4 – Biała wieża · g1 – Biały król | h6 – Czarny król · g5 – Czarny pionek · h5 – Biały pionek · f4 – Biały hetman · h4 – Biała wieża · g1 – Biały król | h6 – Czarny król · g5 – Czarny pionek · h5 – Biały pionek · f4 – Biały hetman · h4 – Biała wieża · g1 – Biały król | h6 – Czarny król · g5 – Czarny pionek · h5 – Biały pionek · f4 – Biały hetman · h4 – Biała wieża · g1 – Biały król | 5 |
| 4 | h6 – Czarny król · g5 – Czarny pionek · h5 – Biały pionek · f4 – Biały hetman · h4 – Biała wieża · g1 – Biały król | h6 – Czarny król · g5 – Czarny pionek · h5 – Biały pionek · f4 – Biały hetman · h4 – Biała wieża · g1 – Biały król | h6 – Czarny król · g5 – Czarny pionek · h5 – Biały pionek · f4 – Biały hetman · h4 – Biała wieża · g1 – Biały król | h6 – Czarny król · g5 – Czarny pionek · h5 – Biały pionek · f4 – Biały hetman · h4 – Biała wieża · g1 – Biały król | h6 – Czarny król · g5 – Czarny pionek · h5 – Biały pionek · f4 – Biały hetman · h4 – Biała wieża · g1 – Biały król | h6 – Czarny król · g5 – Czarny pionek · h5 – Biały pionek · f4 – Biały hetman · h4 – Biała wieża · g1 – Biały król | h6 – Czarny król · g5 – Czarny pionek · h5 – Biały pionek · f4 – Biały hetman · h4 – Biała wieża · g1 – Biały król | h6 – Czarny król · g5 – Czarny pionek · h5 – Biały pionek · f4 – Biały hetman · h4 – Biała wieża · g1 – Biały król | 4 |
| 3 | h6 – Czarny król · g5 – Czarny pionek · h5 – Biały pionek · f4 – Biały hetman · h4 – Biała wieża · g1 – Biały król | h6 – Czarny król · g5 – Czarny pionek · h5 – Biały pionek · f4 – Biały hetman · h4 – Biała wieża · g1 – Biały król | h6 – Czarny król · g5 – Czarny pionek · h5 – Biały pionek · f4 – Biały hetman · h4 – Biała wieża · g1 – Biały król | h6 – Czarny król · g5 – Czarny pionek · h5 – Biały pionek · f4 – Biały hetman · h4 – Biała wieża · g1 – Biały król | h6 – Czarny król · g5 – Czarny pionek · h5 – Biały pionek · f4 – Biały hetman · h4 – Biała wieża · g1 – Biały król | h6 – Czarny król · g5 – Czarny pionek · h5 – Biały pionek · f4 – Biały hetman · h4 – Biała wieża · g1 – Biały król | h6 – Czarny król · g5 – Czarny pionek · h5 – Biały pionek · f4 – Biały hetman · h4 – Biała wieża · g1 – Biały król | h6 – Czarny król · g5 – Czarny pionek · h5 – Biały pionek · f4 – Biały hetman · h4 – Biała wieża · g1 – Biały król | 3 |
| 2 | h6 – Czarny król · g5 – Czarny pionek · h5 – Biały pionek · f4 – Biały hetman · h4 – Biała wieża · g1 – Biały król | h6 – Czarny król · g5 – Czarny pionek · h5 – Biały pionek · f4 – Biały hetman · h4 – Biała wieża · g1 – Biały król | h6 – Czarny król · g5 – Czarny pionek · h5 – Biały pionek · f4 – Biały hetman · h4 – Biała wieża · g1 – Biały król | h6 – Czarny król · g5 – Czarny pionek · h5 – Biały pionek · f4 – Biały hetman · h4 – Biała wieża · g1 – Biały król | h6 – Czarny król · g5 – Czarny pionek · h5 – Biały pionek · f4 – Biały hetman · h4 – Biała wieża · g1 – Biały król | h6 – Czarny król · g5 – Czarny pionek · h5 – Biały pionek · f4 – Biały hetman · h4 – Biała wieża · g1 – Biały król | h6 – Czarny król · g5 – Czarny pionek · h5 – Biały pionek · f4 – Biały hetman · h4 – Biała wieża · g1 – Biały król | h6 – Czarny król · g5 – Czarny pionek · h5 – Biały pionek · f4 – Biały hetman · h4 – Biała wieża · g1 – Biały król | 2 |
| 1 | h6 – Czarny król · g5 – Czarny pionek · h5 – Biały pionek · f4 – Biały hetman · h4 – Biała wieża · g1 – Biały król | h6 – Czarny król · g5 – Czarny pionek · h5 – Biały pionek · f4 – Biały hetman · h4 – Biała wieża · g1 – Biały król | h6 – Czarny król · g5 – Czarny pionek · h5 – Biały pionek · f4 – Biały hetman · h4 – Biała wieża · g1 – Biały król | h6 – Czarny król · g5 – Czarny pionek · h5 – Biały pionek · f4 – Biały hetman · h4 – Biała wieża · g1 – Biały król | h6 – Czarny król · g5 – Czarny pionek · h5 – Biały pionek · f4 – Biały hetman · h4 – Biała wieża · g1 – Biały król | h6 – Czarny król · g5 – Czarny pionek · h5 – Biały pionek · f4 – Biały hetman · h4 – Biała wieża · g1 – Biały król | h6 – Czarny król · g5 – Czarny pionek · h5 – Biały pionek · f4 – Biały hetman · h4 – Biała wieża · g1 – Biały król | h6 – Czarny król · g5 – Czarny pionek · h5 – Biały pionek · f4 – Biały hetman · h4 – Biała wieża · g1 – Biały król | 1 |
|   | a | b | c | d | e | f | g | h |   |

Najprostszym i najczęściej wykonywanym sposobem szachowania jest przesunięcie własnej bierki na pole, w którym wrogi król znajdzie się w jej polu rażenia. Innym sposobem jest szach z odsłony: bierka, którą wykonuje się posunięcie, nie szachuje króla, lecz – opuszczając pole, na którym stała – odsłania drogę do ataku innej bierce. Szach z odsłony jest szczególną formą ataku z odsłony. Połączenie tych sposobów doprowadza do podwójnego szacha, kiedy bierka odsłaniana i wykonująca ruch razem atakują króla. 
W wyjątkowym przypadku przy podwójnym szachu bierka wykonująca ruch nie daje szacha. W klasycznych szachach jedyną możliwością powstania tej sytuacji jest bicie w przelocie piona. W pozycji po prawej czarne zagrały właśnie g5. Po ruchu białych h:g6+ powstanie podwójny szach, ale pion nie będzie szachował. Podwójnego szacha stworzą wieża i hetman: wieża odsłonięta ruchem piona, hetman przez zabitego piona. Taki podwójny szach jest niezwykle rzadki w praktycznej rozgrywce, ale spotykany czasem w problemach szachowych.
Podwójny szach jest bardzo groźnym posunięciem, gdyż jedyną obroną przed nim jest przesunięcie króla, bo nie sposób ani zbić ani zasłonić się przed dwiema bierkami jednocześnie. Wymienione powyżej zagrywki często stanowią część szachowej kombinacji.